# Croissance urbaine
Pour changement démographique, voir Urbanisation. Pour l'extension spatiale, voir Etalement urbain.

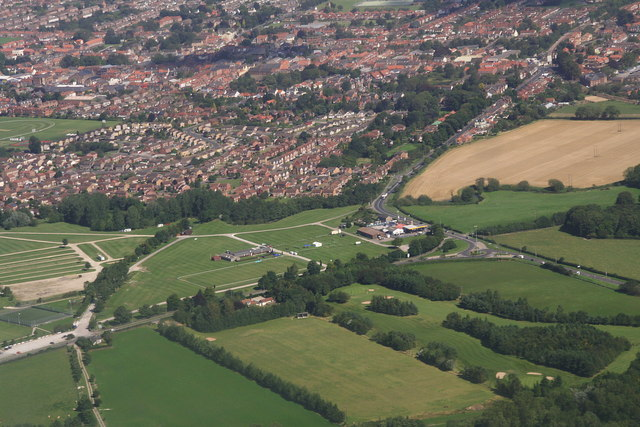
Croissance urbaine en Angleterre

La croissance urbaine est l’extension de ville liée le plus souvent à l’augmentation de la population urbaine, c'est-dire aux phénomènes d'urbanisations.
En s’étalant, les villes ont tendance à s’aplatir (les habitations ont moins d’étages) et à provoquer une hausse du prix du foncier. En effet, les prix des terres agricoles situées aux alentours des villes sont souvent les plus bas.
De plus en plus de personnes viennent vivre en ville. La mécanisation de l'agriculture a entraîné une diminution des besoins en main-d'œuvre dans les campagnes. Beaucoup de ruraux sont contraints de rejoindre les centres urbains en espérant trouver du travail (urbanisation).

## Le cas des pays en développement
Les pays en développement voient leur population urbaine croître très rapidement et les plus grandes villes des pays en développement rattrapent ou dépassent en taille celles des pays développées. Nombre de ces néo urbains vivent dans des bidonvilles.